# Netscape Navigator
Netscape Navigator (także Netscape Communicator, Netscape) – przeglądarka internetowa stworzona przez amerykańskie przedsiębiorstwo Netscape Communications Corporation. Pierwsza wersja programu pojawiła się w roku 1994, ostatnia, 9. wersja programu ukazała się w 2007. 28 grudnia 2007 AOL (właściciel marki) ogłosił wstrzymanie prac nad rozwojem aplikacji internetowych (przeglądarka i klient poczty elektronicznej oraz grup dyskusyjnych), pierwotnie poprawki bezpieczeństwa miały być wypuszczane do 2 lutego 2008 r., jednak zostały przedłużone do 1 marca 2008 r.

## Obsługiwane systemy operacyjne
Przeglądarka jest dostępna w wersjach dla systemów: Windows (w różnych odmianach), GNU/Linux, Unix oraz Mac OS. Starsze wersje (do 4.x) dostępne są także dla innych systemów operacyjnych (OS/2).

## Skład pakietu
Na przestrzeni lat zmieniał się zestaw oprogramowania wchodzący w skład pakietu. Ponadto często ta sama wersja dostępna była w kilku odmianach.
W przypadku wersji 1.x była to tylko przeglądarka. W wersji 2.0 dołączył klient poczty. Wersja 4.0 składała się z szerokiej gamy programów internetowych – przeglądarki, programu pocztowego, edytora HTML, komunikatora i kalendarza, stąd nazwa „Navigator” nie wydawała się odpowiednia dla całego pakietu, który nazwano „Communicator”.
Jednocześnie udostępniono Navigatora także jako oddzielny program.
Od wersji 6.0 pakiet porzucił nazwę „Communicator”.
W skład wersji 6 i 7 pakietu Netscape wchodziły:
- przeglądarka Navigator
- program pocztowy i do grup dyskusyjnych (klienta) – Messenger
- edytor stron WWW – Composer
- zintegrowany komunikator AOL Instant Messenger
- zewnętrzna aplikacja do słuchania radia przez Internet Radio@Netscape (tylko w Windows).

## Nazwa i logo
Logo Netscape to litera N na niebieskim lub turkusowym tle. Logo to zmieniało się na przestrzeni lat. Największa zmiana zaszła w roku 2003, kiedy zmieniono zarys tła litery N z prostokąta na koło.
Motywem graficznym pojawiającym się przy Navigatorze (do wersji 3.x) był ster, w wersji 4.x zastąpiony latarnią morską. Od tej metafory odstąpiono przy wersji 6.x.
Nazwa Netscape oznacza w wolnym tłumaczeniu obraz sieci. Nazwa ta zbudowana jest podobnie jak angielskie słowo Landscape – krajobraz.
Nazwą kodową programu była Mozilla. To samo imię nosi maskotka przedsiębiorstwa Netscape, zielona jaszczurka.

## Historia i rozwój programu
Początkowo oparta na kodzie źródłowym innej popularnej w tamtym okresie przeglądarki NCSA Mosaic, w latach 1998–2002 została przepisana od zera.
Netscape Navigator był pierwszą przeglądarką, która wprowadziła następujące możliwości:
- ramki (od wersji 2.0)
- aplety Javy (od wersji 2.0)
- język skryptowy JavaScript (od wersji 2.0)
- LiveConnect – dwustronna komunikacja między JavaScriptem a Javą (w IE do dziś jest ona jednostronna)[potrzebny przypis].

Była to także pierwsza przeglądarka używana przez szerszą grupę użytkowników. NCSA Mosaic nie wyszła poza środowisko naukowo-techniczne.
Po początkowej dominacji na rynku przeglądarek (ok. 90% rynku), od 1997 roku Navigator
utracił prymat na rzecz Internet Explorera przedsiębiorstwa Microsoft. Powody tego były różne, przede wszystkim:
- monopolistyczne praktyki Microsoftu, który dołączył swoją przeglądarkę do Windows jako nieodłączny element systemu operacyjnego, a jednocześnie utrudniał integrację z systemem przeglądarek innych producentów
- technicznie gorsza jakość przeglądarek Netscape w wersjach 4.5–4.7 względem dostępnych w tym samym czasie wersji Internet Explorera (spowodowana przesunięciem wszystkich programistów przedsiębiorstwa do pracy nad wersją 6.0 i anulowaniem wersji 5.0)
- zbyt długa przerwa między wydaniami głównych wersji 4.0 a 6.0
- niska stabilność i słaba wydajność nowego Netscape’a 6.0
- błędne decyzje marketingowe spółki-matki America Online, skutkujące włączeniem niepotrzebnych funkcji oraz dodatkowych aplikacji (w szczytowym okresie wraz z Netscape 6.x instalowane były m.in. AOL Instant Messenger, Net2Phone i Winamp, instalator potęgował wrażenie zaśmiecenia tworzeniem na pulpicie ikon-skrótów do reklamowych stron AOL).

Na platformach opartych na Unixie Netscape Navigator przez wiele lat nadal odgrywał rolę powszechnie używanej przeglądarki, głównie z powodu braku jakiejkolwiek sensownej alternatywy (do czasu pojawienia się Firefoksa, Opery i Konquerora).

## Wersje programu

### Klasyczny pakiet Netscape
| Data                 | Wersja        | Opis |
| -------------------- | ------------- | --- |
| 13 października 1994 | 1.0β1         | Pierwsza publiczna beta |
| 15 grudnia 1994      | 1.0           | - Pierwsze wydanie oficjalne. - Bezpłatne dla użytkowników domowych. Do celów komercyjnych – 99 dolarów. - Obsługa HTML 2.0 i części HTML 3.0 |
| marzec 1995          | 1.1β1         | Lepsza obsługa HTML 3.0. Dodana obsługa tabel. |
| kwiecień 1995        | 1.1           | Pełne wydanie wersji 1.1. Obsługa kolorów tła i tekstu. |
| czerwiec 1995        | 1.2β1         | Dostosowanie GUI do Windows 95 |
| lipiec 1995          | 1.2           | Dostosowanie GUI do Windows 95 |
| październik 1995     | 2.0β1         | Obsługa ramek i apletów Javy |
| grudzień 1995        | 2.0β3         | Obsługa skryptów języka JavaScript. |
| 5 lutego 1996        | 2.0           | - Obsługa wtyczek. - Klient poczty |
| kwiecień 1996        | 3.0β1 „Atlas” | Nowości obejmują: - znacznik <font> i dowolne kolorowanie fragmentów tekstu - znacznik <multicol> - kolory tła dla tabel - SSL 3.0 - nowe wtyczki - LiveConnect – komunikacja między JavaScriptem a Javą Do października 1997 wydawano wersje z linii 3.0.x z poprawkami błędów. (Ostatnia: 3.0.4) |
| czerwiec 1996        | 3.0β5         | Nowości obejmują: - znacznik <font> i dowolne kolorowanie fragmentów tekstu - znacznik <multicol> - kolory tła dla tabel - SSL 3.0 - nowe wtyczki - LiveConnect – komunikacja między JavaScriptem a Javą Do października 1997 wydawano wersje z linii 3.0.x z poprawkami błędów. (Ostatnia: 3.0.4) |
| sierpień 1996        | 3.0β7         | Nowości obejmują: - znacznik <font> i dowolne kolorowanie fragmentów tekstu - znacznik <multicol> - kolory tła dla tabel - SSL 3.0 - nowe wtyczki - LiveConnect – komunikacja między JavaScriptem a Javą Do października 1997 wydawano wersje z linii 3.0.x z poprawkami błędów. (Ostatnia: 3.0.4) |
| 15 października 1996 | 3.0           | Nowości obejmują: - znacznik <font> i dowolne kolorowanie fragmentów tekstu - znacznik <multicol> - kolory tła dla tabel - SSL 3.0 - nowe wtyczki - LiveConnect – komunikacja między JavaScriptem a Javą Do października 1997 wydawano wersje z linii 3.0.x z poprawkami błędów. (Ostatnia: 3.0.4) |
| grudzień 1996        | 4.0β1         | Pakiet Netscape się rozrasta. Zbiór aplikacji nosi od tej pory nazwę „Netscape Communicator”, a w jego skład wchodzą: - przeglądarka Netscape Navigator - klient poczty Netscape Messenger - klient grup dyskusyjnych Netscape Collabra - edytor HTML Netscape Composer - komunikator Netscape Conference Dodatkowo w wersji „Professional”: - kalendarz Netscape Calendar (w wersji „Pro”) - Netscape AutoAdmin – do zdalnego zarządzania instalacjami Communicatora Przeglądarka obsługuje: - znacznik <layer> (odpowiednik współczesnego <div>) - arkusze stylów zarówno w CSS 1.0, jak i w JavaScripcie - technologia „push” („Netcaster”) - czcionki dynamiczne (do dziś niedostępne w wersjach 6.0+!) Ceny: 49 dolarów dla wersji Standard, 79 dolarów dla wersji Professional. Od 22 stycznia 1998 pakiet Netscape Communicator 4.0 Standard staje się bezpłatny. Po głównej wersji 4.0 wydano podwersje (ostatnia: 4.08, listopad 1998), zawierały one jedynie poprawki błędów. |
| luty 1997            | 4.0β2         | Pakiet Netscape się rozrasta. Zbiór aplikacji nosi od tej pory nazwę „Netscape Communicator”, a w jego skład wchodzą: - przeglądarka Netscape Navigator - klient poczty Netscape Messenger - klient grup dyskusyjnych Netscape Collabra - edytor HTML Netscape Composer - komunikator Netscape Conference Dodatkowo w wersji „Professional”: - kalendarz Netscape Calendar (w wersji „Pro”) - Netscape AutoAdmin – do zdalnego zarządzania instalacjami Communicatora Przeglądarka obsługuje: - znacznik <layer> (odpowiednik współczesnego <div>) - arkusze stylów zarówno w CSS 1.0, jak i w JavaScripcie - technologia „push” („Netcaster”) - czcionki dynamiczne (do dziś niedostępne w wersjach 6.0+!) Ceny: 49 dolarów dla wersji Standard, 79 dolarów dla wersji Professional. Od 22 stycznia 1998 pakiet Netscape Communicator 4.0 Standard staje się bezpłatny. Po głównej wersji 4.0 wydano podwersje (ostatnia: 4.08, listopad 1998), zawierały one jedynie poprawki błędów. |
| kwiecień 1997        | 4.0β3         | Pakiet Netscape się rozrasta. Zbiór aplikacji nosi od tej pory nazwę „Netscape Communicator”, a w jego skład wchodzą: - przeglądarka Netscape Navigator - klient poczty Netscape Messenger - klient grup dyskusyjnych Netscape Collabra - edytor HTML Netscape Composer - komunikator Netscape Conference Dodatkowo w wersji „Professional”: - kalendarz Netscape Calendar (w wersji „Pro”) - Netscape AutoAdmin – do zdalnego zarządzania instalacjami Communicatora Przeglądarka obsługuje: - znacznik <layer> (odpowiednik współczesnego <div>) - arkusze stylów zarówno w CSS 1.0, jak i w JavaScripcie - technologia „push” („Netcaster”) - czcionki dynamiczne (do dziś niedostępne w wersjach 6.0+!) Ceny: 49 dolarów dla wersji Standard, 79 dolarów dla wersji Professional. Od 22 stycznia 1998 pakiet Netscape Communicator 4.0 Standard staje się bezpłatny. Po głównej wersji 4.0 wydano podwersje (ostatnia: 4.08, listopad 1998), zawierały one jedynie poprawki błędów. |
| maj 1997             | 4.0β4/5       | Pakiet Netscape się rozrasta. Zbiór aplikacji nosi od tej pory nazwę „Netscape Communicator”, a w jego skład wchodzą: - przeglądarka Netscape Navigator - klient poczty Netscape Messenger - klient grup dyskusyjnych Netscape Collabra - edytor HTML Netscape Composer - komunikator Netscape Conference Dodatkowo w wersji „Professional”: - kalendarz Netscape Calendar (w wersji „Pro”) - Netscape AutoAdmin – do zdalnego zarządzania instalacjami Communicatora Przeglądarka obsługuje: - znacznik <layer> (odpowiednik współczesnego <div>) - arkusze stylów zarówno w CSS 1.0, jak i w JavaScripcie - technologia „push” („Netcaster”) - czcionki dynamiczne (do dziś niedostępne w wersjach 6.0+!) Ceny: 49 dolarów dla wersji Standard, 79 dolarów dla wersji Professional. Od 22 stycznia 1998 pakiet Netscape Communicator 4.0 Standard staje się bezpłatny. Po głównej wersji 4.0 wydano podwersje (ostatnia: 4.08, listopad 1998), zawierały one jedynie poprawki błędów. |
| 11 czerwca 1997      | 4.0 „Galileo” | Pakiet Netscape się rozrasta. Zbiór aplikacji nosi od tej pory nazwę „Netscape Communicator”, a w jego skład wchodzą: - przeglądarka Netscape Navigator - klient poczty Netscape Messenger - klient grup dyskusyjnych Netscape Collabra - edytor HTML Netscape Composer - komunikator Netscape Conference Dodatkowo w wersji „Professional”: - kalendarz Netscape Calendar (w wersji „Pro”) - Netscape AutoAdmin – do zdalnego zarządzania instalacjami Communicatora Przeglądarka obsługuje: - znacznik <layer> (odpowiednik współczesnego <div>) - arkusze stylów zarówno w CSS 1.0, jak i w JavaScripcie - technologia „push” („Netcaster”) - czcionki dynamiczne (do dziś niedostępne w wersjach 6.0+!) Ceny: 49 dolarów dla wersji Standard, 79 dolarów dla wersji Professional. Od 22 stycznia 1998 pakiet Netscape Communicator 4.0 Standard staje się bezpłatny. Po głównej wersji 4.0 wydano podwersje (ostatnia: 4.08, listopad 1998), zawierały one jedynie poprawki błędów. |
| czerwiec 1998        | 4.5β1         | - integracja z portalem Netscape Netcenter („What’s Related”, „Smart Browising”). - poza poprawkami błędów, brak nowości w obsłudze HTML/JS/CSS - unowocześniony klient poczty (nadal obsługuje jednak maksymalnie jedno konto POP3. - do pakietu dołączono RealPlayer przedsiębiorstwa RealNetworks |
| wrzesień 1998        | 4.5β2         | - integracja z portalem Netscape Netcenter („What’s Related”, „Smart Browising”). - poza poprawkami błędów, brak nowości w obsłudze HTML/JS/CSS - unowocześniony klient poczty (nadal obsługuje jednak maksymalnie jedno konto POP3. - do pakietu dołączono RealPlayer przedsiębiorstwa RealNetworks |
| 19 października 1998 | 4.5           | - integracja z portalem Netscape Netcenter („What’s Related”, „Smart Browising”). - poza poprawkami błędów, brak nowości w obsłudze HTML/JS/CSS - unowocześniony klient poczty (nadal obsługuje jednak maksymalnie jedno konto POP3. - do pakietu dołączono RealPlayer przedsiębiorstwa RealNetworks |
| 19 marca 1999        | 4.51          | - dołączony AOL Instant Messenger w wersji 2.0 - jedyna oficjalnie przetłumaczona na polski wersja programu. Tłumaczenie przygotowane zostało przez IBM, dostępne było tylko w wersji dla Microsoft Windows. |
| 16 maja 1999         | 4.6           | Mimo że wersje te oznaczone są logo Netscape i dołączone do nich są inne programy produkcji AOL, takie jak AOL Instant Messanger czy Winamp, cała praca nad nimi prowadzona była początkowo przez przedsiębiorstwo iPlanet (joint-venture Sun Microsystems i Netscape Communications), a po likwidacji iPlanet przez chiński oddział Suna. Wersje 4.6–4.8 zawierają jedynie poprawki bezpieczeństwa. Ewentualne zmiany większego kalibru dotyczą programów zewnętrznych dołączonych do pakietu (Winamp, AIM, RealPlayer, wtyczka Adobe Flash). |
| 29 września 1999     | 4.7           | Mimo że wersje te oznaczone są logo Netscape i dołączone do nich są inne programy produkcji AOL, takie jak AOL Instant Messanger czy Winamp, cała praca nad nimi prowadzona była początkowo przez przedsiębiorstwo iPlanet (joint-venture Sun Microsystems i Netscape Communications), a po likwidacji iPlanet przez chiński oddział Suna. Wersje 4.6–4.8 zawierają jedynie poprawki bezpieczeństwa. Ewentualne zmiany większego kalibru dotyczą programów zewnętrznych dołączonych do pakietu (Winamp, AIM, RealPlayer, wtyczka Adobe Flash). |
| 31 grudnia 1999      | 4.71          | Mimo że wersje te oznaczone są logo Netscape i dołączone do nich są inne programy produkcji AOL, takie jak AOL Instant Messanger czy Winamp, cała praca nad nimi prowadzona była początkowo przez przedsiębiorstwo iPlanet (joint-venture Sun Microsystems i Netscape Communications), a po likwidacji iPlanet przez chiński oddział Suna. Wersje 4.6–4.8 zawierają jedynie poprawki bezpieczeństwa. Ewentualne zmiany większego kalibru dotyczą programów zewnętrznych dołączonych do pakietu (Winamp, AIM, RealPlayer, wtyczka Adobe Flash). |
| 21 lutego 2000       | 4.72          | Mimo że wersje te oznaczone są logo Netscape i dołączone do nich są inne programy produkcji AOL, takie jak AOL Instant Messanger czy Winamp, cała praca nad nimi prowadzona była początkowo przez przedsiębiorstwo iPlanet (joint-venture Sun Microsystems i Netscape Communications), a po likwidacji iPlanet przez chiński oddział Suna. Wersje 4.6–4.8 zawierają jedynie poprawki bezpieczeństwa. Ewentualne zmiany większego kalibru dotyczą programów zewnętrznych dołączonych do pakietu (Winamp, AIM, RealPlayer, wtyczka Adobe Flash). |
| 5 maja 2000          | 4.73          | Mimo że wersje te oznaczone są logo Netscape i dołączone do nich są inne programy produkcji AOL, takie jak AOL Instant Messanger czy Winamp, cała praca nad nimi prowadzona była początkowo przez przedsiębiorstwo iPlanet (joint-venture Sun Microsystems i Netscape Communications), a po likwidacji iPlanet przez chiński oddział Suna. Wersje 4.6–4.8 zawierają jedynie poprawki bezpieczeństwa. Ewentualne zmiany większego kalibru dotyczą programów zewnętrznych dołączonych do pakietu (Winamp, AIM, RealPlayer, wtyczka Adobe Flash). |
| 31 lipca 2000        | 4.74          | Mimo że wersje te oznaczone są logo Netscape i dołączone do nich są inne programy produkcji AOL, takie jak AOL Instant Messanger czy Winamp, cała praca nad nimi prowadzona była początkowo przez przedsiębiorstwo iPlanet (joint-venture Sun Microsystems i Netscape Communications), a po likwidacji iPlanet przez chiński oddział Suna. Wersje 4.6–4.8 zawierają jedynie poprawki bezpieczeństwa. Ewentualne zmiany większego kalibru dotyczą programów zewnętrznych dołączonych do pakietu (Winamp, AIM, RealPlayer, wtyczka Adobe Flash). |
| 18 sierpnia 2000     | 4.75          | Mimo że wersje te oznaczone są logo Netscape i dołączone do nich są inne programy produkcji AOL, takie jak AOL Instant Messanger czy Winamp, cała praca nad nimi prowadzona była początkowo przez przedsiębiorstwo iPlanet (joint-venture Sun Microsystems i Netscape Communications), a po likwidacji iPlanet przez chiński oddział Suna. Wersje 4.6–4.8 zawierają jedynie poprawki bezpieczeństwa. Ewentualne zmiany większego kalibru dotyczą programów zewnętrznych dołączonych do pakietu (Winamp, AIM, RealPlayer, wtyczka Adobe Flash). |
| 17 listopada 2000    | 4.76          | Mimo że wersje te oznaczone są logo Netscape i dołączone do nich są inne programy produkcji AOL, takie jak AOL Instant Messanger czy Winamp, cała praca nad nimi prowadzona była początkowo przez przedsiębiorstwo iPlanet (joint-venture Sun Microsystems i Netscape Communications), a po likwidacji iPlanet przez chiński oddział Suna. Wersje 4.6–4.8 zawierają jedynie poprawki bezpieczeństwa. Ewentualne zmiany większego kalibru dotyczą programów zewnętrznych dołączonych do pakietu (Winamp, AIM, RealPlayer, wtyczka Adobe Flash). |
| 23 marca 2001        | 4.77          | Mimo że wersje te oznaczone są logo Netscape i dołączone do nich są inne programy produkcji AOL, takie jak AOL Instant Messanger czy Winamp, cała praca nad nimi prowadzona była początkowo przez przedsiębiorstwo iPlanet (joint-venture Sun Microsystems i Netscape Communications), a po likwidacji iPlanet przez chiński oddział Suna. Wersje 4.6–4.8 zawierają jedynie poprawki bezpieczeństwa. Ewentualne zmiany większego kalibru dotyczą programów zewnętrznych dołączonych do pakietu (Winamp, AIM, RealPlayer, wtyczka Adobe Flash). |
| 6 sierpnia 2001      | 4.78          | Mimo że wersje te oznaczone są logo Netscape i dołączone do nich są inne programy produkcji AOL, takie jak AOL Instant Messanger czy Winamp, cała praca nad nimi prowadzona była początkowo przez przedsiębiorstwo iPlanet (joint-venture Sun Microsystems i Netscape Communications), a po likwidacji iPlanet przez chiński oddział Suna. Wersje 4.6–4.8 zawierają jedynie poprawki bezpieczeństwa. Ewentualne zmiany większego kalibru dotyczą programów zewnętrznych dołączonych do pakietu (Winamp, AIM, RealPlayer, wtyczka Adobe Flash). |
| 15 listopada 2001    | 4.79          | Mimo że wersje te oznaczone są logo Netscape i dołączone do nich są inne programy produkcji AOL, takie jak AOL Instant Messanger czy Winamp, cała praca nad nimi prowadzona była początkowo przez przedsiębiorstwo iPlanet (joint-venture Sun Microsystems i Netscape Communications), a po likwidacji iPlanet przez chiński oddział Suna. Wersje 4.6–4.8 zawierają jedynie poprawki bezpieczeństwa. Ewentualne zmiany większego kalibru dotyczą programów zewnętrznych dołączonych do pakietu (Winamp, AIM, RealPlayer, wtyczka Adobe Flash). |
| 22 sierpnia 2002     | 4.8           | Mimo że wersje te oznaczone są logo Netscape i dołączone do nich są inne programy produkcji AOL, takie jak AOL Instant Messanger czy Winamp, cała praca nad nimi prowadzona była początkowo przez przedsiębiorstwo iPlanet (joint-venture Sun Microsystems i Netscape Communications), a po likwidacji iPlanet przez chiński oddział Suna. Wersje 4.6–4.8 zawierają jedynie poprawki bezpieczeństwa. Ewentualne zmiany większego kalibru dotyczą programów zewnętrznych dołączonych do pakietu (Winamp, AIM, RealPlayer, wtyczka Adobe Flash). |

Ostatnia wersja z tej linii, 4.8 została wydana bez większego rozgłosu. W 2004 nadal było więcej użytkowników wersji 4.7x niż 4.8.

### Netscape Communicator 5.0
W roku 1998 spółka Netscape miała gotowe wydanie alfa piątej wersji programu. Była to wersja „ewolucyjna”, opierająca się na rozszerzonym kodzie
źródłowym poprzednich wersji. 22 stycznia 1998 r. Netscape Communications Corporation ogłasza, że udostępni kod źródłowy swojego programu jako wolne oprogramowanie. Stało się to dwa miesiące później. (Patrz: Mozilla Suite)
Podczas prób dostosowania kodu NN 5.0 do nowych czasów okazało się jednak, że kod po latach wojen przeglądarek został zbyt zaśmiecony, by można go było dalej rozbudowywać.
Równolegle inżynierowie Netscape rozwijali nowy silnik przeglądarki znany jako NGLayout lub Raptor (z powodów prawnych nazwa została zmieniona na Netscape Gecko), który cechował się lepszą obsługą standardów internetowych, mniejszym rozmiarem i większą szybkością.
W listopadzie 1998 zapadła decyzja o anulowaniu „klasycznego” Netscape’a 5.0 i oparciu nowej wersji programu właśnie na Gecko. Praca programistów Netscape przez następne lata skupia się na rozwoju nowej przeglądarki o nazwie kodowej SeaMonkey, która poza logo i nazewnictwem niewiele miała wspólnego z wcześniejszymi przeglądarkami tego przedsiębiorstwa.
Również w listopadzie America Online kupuje większościowy pakiet akcji spółki i przejmuje Netscape.
Doprowadzenie nowego silnika do stanu używalności zajęło jednak tak wiele czasu, że zdecydowano się „przeskoczyć” jeden numer wersji, by psychologicznie przegonić Internet Explorera, który wówczas nosił numer 5.5.

### Netscape 6/7
Przeglądarki Netscape 6.x i 7.x dostępne są na znacznie mniejszą liczbę platform niż linia 4.x – Microsoft Windows, GNU/Linux na procesorach Intela i Mac OS (Wersja 7.x nie obsługuje klasycznego Mac OS, a jedynie Mac OS X), mimo że sama Mozilla działa na praktycznie dowolnej platformie systemowej.
| Data                 | Wersja       | Oparty na Mozilli | Opis |
| -------------------- | ------------ | ----------------- | --- |
| kwiecień 2000        | 6.0 PR1      | ~M14              | Pierwsze wydanie beta nowej rodziny przeglądarek Netscape, w zamierzeniach cechującej się stabilnością, przenośnością i obsługą standardów. Wersja ta miała także nowy schemat wyglądu o nazwie „Modern”. |
| sierpień 2000        | 6.0 PR2      | ~M17              | Drugie wydanie beta. |
| październik 2000     | 6.0 PR3      | ~M18              | Trzecie wydanie beta. |
| 14 listopada 2000    | 6.0          | 0.6               | Pierwsza od lat główna wersja przeglądarki Netscape. Lepiej niż konkurencyjne przeglądarki obsługuje standardy internetowe organizacji W3C i ECMA, takie jak CSS, XML, XHTML, HTML czy ECMAScript (v3, JavaScript 1.5). Obsługa ta jest jednak bardzo restrykcyjna, przeglądarka nie akceptuje źle napisanego kodu. Nie jest także zgodna wstecz z wersją 4.x – usunięte zostały niestandardowe kolekcje takie jak document.layers[], zastąpiły je metody getElementById() i getElementsByTagName(), co nie spodobało się wielu webmasterom przyzwyczajonym do starych sposobów tworzenia witryn, oraz wielu użytkownikom, których ulubione strony po prostu nie chciały działać w Netscape 6. Inne nowości w Netscape 6.0 to tzw. panel boczny (ang. sidebar), który może wyświetlać krótkie strony WWW (przydaje się do monitorowania internetowych serwisów informacyjnych) oraz dostęp do wyszukiwarki bezpośrednio z paska adresu. Klient poczty obsługuje już wiele kont POP3. Dostarczany w starszych wersjach osobno AOL Instant Messenger jest teraz dostępny jako element składowy przeglądarki. Netscape 6.0 jest pierwszą przeglądarką Netscape’a obsługującą język XUL, dzięki czemu pozwala na tworzenie do niej szerokiej gamy rozszerzeń. Powszechnie jednak Netscape 6.0 uważana była za program nieudany, wydany przedwcześnie (mimo że czekano na niego przez dłuższy czas). Przeglądarka pracowała bardzo powoli i niestabilnie, co przyznawał nawet sam producent (Informacje o wydaniu 6.0 skupiają się głównie na Znanych problemach, a nie na Nowych możliwościach). Ponadto wprowadziła proces obowiązkowej rejestracji, również bardzo denerwujący dla użytkowników. Dlatego część z nich odeszła do konkurencyjnych przeglądarek, część wolała używać (oficjalnie testowej, choć niejednokrotnie bardziej stabilnej) mniej zaśmieconej Mozilli. |
| luty 2001            | 6.01         | 0.6.1             | Poprawione niektóre z najbardziej rażących błędów w wersji 6.0. Niemniej jednak, nadal nie był to pełnoprawny produkt w opinii użytkowników. |
| 8 sierpnia 2001      | 6.1          | 0.9.2             | - zwiększona stabilność i wydajność (zazwyczaj nie rozpoczyna się listy nowości od tego punktu, w przypadku Netscape 6.1 była to jednak naprawdę najistotniejsza nowość) - „szybkie uruchamianie” – nie tylko błędy w kodzie powodowały zauważalnie niższą szybkość działania Netscape’a w porównaniu do Internet Explorera. Drugim powodem było to, że wiele komponentów Internet Explorera ładowane jest razem z systemem Windows. Inżynierowie z Netscape wpadli więc na pomysł, że mogą dołączyć program ładujący komponenty ich przeglądarki podczas uruchamiania systemu. - ulepszenia w obsłudze Zakładek i panelu bocznym - zmiana wyglądu skórki Modern na nowy (obecny) - graficzne emotikony w poczcie i grupach dyskusyjnych - obsługa języka hebrajskiego i innych języków pisanych „od prawej do lewej” - łatwiejsza lokalizacja przy pomocy instalowalnych pakietów lokalizacyjnych - obsługa LDAP w programie pocztowym - usprawnienia w menedżerach haseł i formularzy - ulepszona pomoc - nowy osobisty menedżer bezpieczeństwa (Personal Security Manager) w wersji 2.0 - poprawiony zintegrowany AIM |
| 30 października 2001 | 6.2          | 0.9.4             | - pełna obsługa Mac OS X (wcześniejsze wersje nie działały dobrze z tym systemem) - lepsza integracja programu pocztowego z systemem Microsoft Windows i jego aplikacjami - usprawnienia wydajności i stabilności - usprawnienia w Historii i Zakładkach - tryb offline dla kont pocztowych IMAP i Netscape WebMail |
| 15 maja 2002         | 6.2.3        | 0.9.4             | Nieplanowane wydanie zawierające poprawki bezpieczeństwa. |
| 22 maja 2002         | 7.0 PR1      | 1.0 RC2           | Pierwsze wydanie beta z linii 7.x i pierwsze oparte na Mozilli z linii 1.0. |
| 29 sierpnia 2002     | 7.0 „Mach V” | 1.0.1             | Pierwsze wydanie oparte na stabilnej wersji Mozilli (1.0.x). Ta wersja wyróżniała się m.in.: - przeglądaniem w kartach (ang. tabbed browsing) – wiele stron w jednym oknie - grupy zakładek – jako jedną zakładkę można zapisać wiele stron. - Radio@Netscape – program do słuchania stacji radiowych (mających podpisaną umowę z AOL) przez Internet - menedżer pobierania plików - obsługa ikon stron WWW (tzw. favicons) - zapisywanie pełnych stron –, tzn. nie tylko kodu HTML, ale także grafiki, skryptów i obiektów osadzonych - tryb pełnoekranowy - ustawianie obrazków jako tapetę (Windows) - liczne drobne usprawnienia programu pocztowego - nowsza wersja zintegrowanego komunikatora AOL Instant Messenger Wersja 7.0 oparta była na Mozilli 1.0. Usunięto jednakże (dostępną w Mozilli) możliwość blokowania wyskakujących okienek, gdyż AOL uznała, że zagraża to jej wpływom z reklam. Mimo to, wersja 7.0 była pierwszą od wielu lat wersją Netscape’a, którą można było uznać za w pełni funkcjonalną (w przeciwieństwie do nieudanej linii 6.x). |
| 10 grudnia 2002      | 7.01         | 1.0.2             | Przywrócona po protestach użytkowników blokada wyskakujących okienek. Ponadto poprawki błędów. |
| 18 lutego 2003       | 7.02         | 1.0.2             | Poprawki błędów bezpieczeństwa i stabilności, uaktualnione wtyczki. |
| 29 czerwca 2003      | 7.1 „Buffy”  | 1.4               | Ostatnie wydanie, nad którym bezpośrednio pracował zespół „starego Netscape’a” w Mountain View w Kalifornii, jednocześnie uważane za najlepsze od wielu lat. Nowości tej wersji to: - obsługa międzynarodowych nazw domenowych –, tzn. takich nazw domenowych, które zawierają znaki nieobecne w alfabecie angielskim, np. „żółw.pl” - wyszukiwanie „Find as you type” – wystarczy po prostu zacząć pisać tekst, by przeglądarka odnalazła go na stronie - automatyczne dopasowywanie rozmiarów wyświetlanych obrazków do okna - filtry antyspamowe w programie pocztowym - synchronizacja książki adresowej z urządzeniami zgodnymi z Palm - drobne ulepszenia, zwiększona stabilność - większa szybkość działania - zaawansowana obsługa CSS 2.1 i wstępna obsługa CSS 3 (w tym. np. selektora:target) - obsługa XSL Transformations, SOAP i WSDL - w wersji dla Windows – wstępna obsługa ActiveX (w wersji 7.1 ograniczona do komponentu Windows Media Playera, nieoficjalnie można to ograniczenie wyłączyć w plikach konfiguracyjnych) Po wydaniu tej wersji przedsiębiorstwo zwolniło przeważającą większość programistów pracujących nad rozwojem przeglądarki. Campus przedsiębiorstwa w Mountain View został ograniczony do minimum, z budynków zdjęto logo „Netscape”. Pozostały personel został przeniesiony do prac nad innym oprogramowaniem AOL. Zwolnieni pracownicy utworzyli Fundację Mozilla, którą AOL zasiliła kwotą 2 milionów dolarów. Fundacja ta dalej rozwijała Mozillę do 10 marca 2005. AOL podjęła decyzję o zawieszeniu rozwoju przeglądarki. Decyzji tej jednak nigdy oficjalnie nie ogłoszono. |
| 17 sierpnia 2004     | 7.2          | 1.7.2             | Po protestach użytkowników America Online zmieniła zdanie. Nowe wydanie przeglądarki zapowiedziane zostało przez rzecznika prasowego AOL na wczesne lato 2004, ostatecznie program ukazał się 17 sierpnia. Dostosowaniem Mozilli 1.7.x do wymogów AOL/Netscape zajęli się pracownicy AOL w Dulles, Wirginia oraz założone przez część byłych pracowników Netscape przedsiębiorstwo MozDevGroup. Nowości wersji 7.2: - ulepszone blokowanie wyskakujących okienek - obsługa vCard - poprawiony algorytm wykrywania spamu - lepsza zgodność ze standardami - lepsza wydajność - poprawki błędów i dziur w bezpieczeństwie - w wersji dla Microsoft Windows: dodatkowy pasek narzędziowy zintegrowany z portalem Netscape.com |

### Netscape Browser 8
W maju 2005 roku wydana została Netscape Browser oznaczona numerem 8. Oparty był na przeglądarce Mozilla Firefox w wersji 1.0.3. Nowością było wprowadzenie możliwości zmiany silnika na ten z przeglądarki Internet Explorer. Najnowszą wersją z tej serii jest wydana w kwietniu 2007 Netscape Browser 8.1.3.
Wydane wersje w tej serii:
| Data                 | Wersja               | Oparty na Firefoksie |
| -------------------- | -------------------- | -------------------- |
| 30 listopada 2004    | 0.5.6                | 0.9.3                |
| 7 stycznia 2005      | 0.6.4                | 1.0                  |
| 17 lutego 2005       | 0.9.4 (8.0 Pre-Beta) | 1.0                  |
| 23 lutego 2005       | 0.9.5 (8.0 Pre-Beta) | 1.0                  |
| 3 marca 2005         | 0.9.6 (8.0 Beta)     | 1.0                  |
| 19 maja 2005         | 8.0                  | 1.0.3                |
| 19 maja 2005         | 8.0.1                | 1.0.4                |
| 17 czerwca 2005      | 8.0.2                | 1.0.4                |
| 25 lipca 2005        | 8.0.3.1              | 1.0.6                |
| 8 sierpnia 2005      | 8.0.3.3              | 1.0.6                |
| 19 października 2005 | 8.0.4                | 1.0.7                |
| 25 stycznia 2006     | 8.1                  | 1.0.7                |
| 25 września 2006     | 8.1.2                | 1.0.7                |
| 3 kwietnia 2007      | 8.1.3                | 1.0.7                |

### Netscape Navigator 9
Wersja 9 przeglądarki jest oparta na Firefoksie 2, dzięki czemu wszystkie rozszerzenia dla tej wersji Firefoksa działają również z najnowszym Netscape. Nowa przeglądarka umożliwia łatwe korzystanie z portalu społecznościowego Netscape. W przeciwieństwie do wersji 8, a podobnie jak w przypadku wersji 7 i wcześniejszych, prace rozwojowe prowadzone były własnymi siłami. Netscape Navigator 9, podobnie jak poprzednia wersja, jest wyłącznie przeglądarką internetową, ale oryginalnie zapowiadane było wydanie skoordynowanego z nim klienta o nazwie Netscape Mercury, później zmienionej na Netscape Messenger (opartego z kolei na Thunderbirdzie). Do czasu ogłoszenia decyzji o wstrzymaniu prac rozwojowych wypuszczona została wersja 9 alfa 1. W wersji 9 przeglądarki zrezygnowano również z możliwości użycia silnika Trident (Internet Explorer) do wyświetlania stron WWW. Netscape Navigator 9 jest dostępny w wersjach dla Windows (98 (tylko SE), ME, 2000, XP, 2003 Server i Vista), Mac (Mac OS X 10.2.x i wyższe) i Linuksa.
Wydane wersje tej serii:
| Data                 | Wersja   | Oparty na Firefoksie |
| -------------------- | -------- | -------------------- |
| 5 czerwca 2007       | 9 beta 1 |                      |
| 12 lipca 2007        | 9 beta 2 |                      |
| 16 sierpnia 2007     | 9 beta 3 |                      |
| 1 października 2007  | 9 RC1    |                      |
| 15 października 2007 | 9.0      |                      |
| 22 października 2007 | 9.0.0.1  | 2.0.0.8              |
| 1 listopada 2007     | 9.0.0.2  | 2.0.0.8              |
| 2 listopada 2007     | 9.0.0.3  | 2.0.0.9              |
| 27 listopada 2007    | 9.0.0.4  | 2.0.0.10             |
| 10 grudnia 2007      | 9.0.0.5  | 2.0.0.11             |
| 20 lutego 2008       | 9.0.0.6  | 2.0.0.12             |

Ponieważ Netscape Navigator 9 to był tak naprawdę Firefox z niewielkimi zmianami (zmieniony domyślny motyw graficzny i kilka rozszerzeń), sympatycy przeglądarki i portalu społecznościowego Netscape’a nie musieli zmieniać swoich przyzwyczajeń – dla nich przygotowany został motyw graficzny i zestaw rozszerzeń, które po zainstalowaniu w Firefoksie upodobniały go do przeglądarki Netscape i zapewniały tę samą funkcjonalność.